# Anthony Edwards (basketballer)
Anthony Edwards (Atlanta, 5 augustus 2001) is een Amerikaans basketballer die speelt als Shooting guard voor de Minnesota Timberwolves.

## Carrière

### 2020-2022: Sterk rookie-jaar en goede statistieken bij de Minnesota Timberwolves
Edwards speelde collegebasketbal voor de Georgia Bulldogs en stelde zich in 2020 kandidaat voor de draft. Hij werd als eerste gekozen in de eerste ronde door de Minnesota Timberwolves. Hij maakte zijn debuut op 23 december 2020 tegen de Detroit Pistons, waarbij hij meteen goed was voor 15 punten, 4 rebounds en 4 assists. Geleidelijk aan mocht Edwards in zijn debuutseizoen in de NBA steeds meer aan de wedstrijden beginnen. Tijdens de wedstrijd tegen de Phoenix Suns op 18 maart 2021 scoorde Edwards 42 punten. Hiermee werd hij de 3e jongste speler aller tijden die meer dan 40 punten kon scoren in een enkele wedstrijd. Samen met LeBron James is hij slechts de tweede tiener in de NBA-geschiedenis die dit kon realiseren.
Op 15 december 2021 werd Edwards de zevende speler in de NBA-geschiedenis die meer dan 2000 punten kon scoren in zijn eerste 100 wedstrijden op 20-jarige leeftijd of jonger. Hiermee kwam Edwards terecht in het rijtje van LeBron James, Carmelo Anthony, Kevin Durant, Kyrie Irving, Luka Dončić en Zion Williamson. In dezelfde wedstrijd werd Edwards ook jongste speler in de NBA-geschiedenis met 10 driepunters in één wedstrijd. Hij schaarde zich ook in het rijtje van LeBron James, Blake Griffin en Luka Dončić als de 4e actieve spelers met minstens 2000 punten, 400 rebounds en 300 assists in hun 100 eerste wedstrijden. Aan het einde van het seizoen werd hij verkozen tot NBA All-Rookie First Team. Individueel eindigde hij tweede in het klassement van de NBA Rookie of the Year na LaMelo Ball.
Ook in het daaropvolgende seizoen bleef Edwards sterk presteren. Op het einde van het seizoen 2021/22 maakte hij met Minnesota zijn debuut in de playoffs. In de eerste ronde werd er echter al verloren van de Memphis Grizzlies. 

### 2022-2024: NBA All-Star Game en Olympisch kampioen
Een jaar later, op 10 februari 2023, werd Edwards voor de eerste keer geselecteerd voor de NBA All-Star Game, als reserve in het team van de Western Conference. Via de play-ins kon Edwards zich met Minnesota kwalificeren voor de playoffs. In de eerste ronde van deze playoffs verloor Minnesota met 4-1 van de latere NBA-kampioen Denver Nuggets. Tijdens de tweede wedstrijd van deze confrontatie met Denver was Edwards goed voor 41 punten, de hoogste score ooit tijdens een play-offwedstrijd van de Minnesota Timberwolves.
Tijdens het seizoen 2023/24 werd Edwards opgenomen in het All-NBA Second Team en werd hij ook opnieuw geselecteerd voor het NBA All-Star Game. In de playoffs versloeg Minnesota de Phoenix Suns maar in de halve finale van de Western Conference was Minnesota een maatje te klein voor de Dallas Mavericks. Zijn dunk tijdens een wedstrijd tegen de Utah Jazz op 18 maart 2024 werd door de NBA-fans verkozen tot "dunk van het jaar".
In de zomer van 2024 maakte Edwards deel uit van de Amerikaanse selectie voor de Olympische Zomerspelen in Parijs. Met zijn landgenoten werd Edwards Olympisch kampioen. Edwards was op het Olympisch toernooi goed voor een gemiddelde van 12,8 punten.

### 2024-2025: Beste driepuntschutter in de NBA
Op 25 januari 2025 was Edwards goed voor drie driepunters wat hem op een totaal van 976 driepunters bracht voor de Timberwolves en zo recordhouder werd in de geschiedenis van de Timberwolves. Enkele dagen later werd Edwards voor de derde opeenvolgende keer geselecteerd voor het All-Star Game. Tijdens de wedstrijd op 5 februari 2025 tegen de Chicago Bulls scoorde Edwards zijn duizendste driepunter. Op zijn leeftijd van 23 jaar en 185 dagen was Edwards de jongste speler in de NBA-geschiedenis die hier in slaagde. Op 14 februari 2025 scoorde Edwards 44 punten tegen de Cleveland Cavaliers. Hiermee werd hij de eerste speler in de geschiedenis van de Timberwolves die drie opeenvolgende wedstrijden meer dan 40 punten kon scoren. Edwards sloot het seizoen af met 320 driepunters waarmee hij de beste driepuntschutter van het seizoen werd. Met de Timberwolves bereikte Edwards opnieuw de finale van de Western Conference, na winst tegen de Los Angeles Lakers en de Golden State Warriors. In deze finale moest Minnesota hun meerdere erkennen in de Oklahoma City Thunder.

## Erelijst
- NBA All-Rookie First Team: 2021
- All-NBA Second Team: 2024
- NBA All-Star Game: 2023, 2024, 2025

## Statistieken
| Legenda | Legenda                | Legenda | Legenda                 | Legenda | Legenda               |
| ------- | ---------------------- | ------- | ----------------------- | ------- | --------------------- |
| WG      | Wedstrijden gespeeld   | WS      | Wedstrijden als starter | MPW     | Minuten per wedstrijd |
| FG%     | Fieldgoal-percentage   | 3P%     | Drie-punterpercentage   | VW%     | Vrije-worppercentage  |
| RPW     | Rebounds per wedstrijd | APW     | Assists per wedstrijd   | SPW     | Steals per wedstrijd  |
| BPW     | Blocks per wedstrijd   | PPW     | Punten per wedstrijd    | Vet     | Hoogste in carrière   |

### Regulier seizoen
| Seizoen  | Team                   | WG  | WS  | MPW  | FG%  | 3P%  | FW%  | RPW | APW | SPW | BPW | PPW  |
| -------- | ---------------------- | --- | --- | ---- | ---- | ---- | ---- | --- | --- | --- | --- | ---- |
| 2020/21  | Minnesota Timberwolves | 72  | 55  | 31,2 | 41,7 | 32,9 | 77,6 | 4,7 | 2,9 | 1,1 | 0,5 | 19,3 |
| 2021/22  | Minnesota Timberwolves | 72  | 72  | 34,3 | 44,1 | 35,7 | 78,6 | 4,8 | 3,8 | 1,5 | 0,6 | 21,3 |
| 2022/23  | Minnesota Timberwolves | 79  | 79  | 36,0 | 45,9 | 36,9 | 75,6 | 5,8 | 4,4 | 1,6 | 0,7 | 24.6 |
| 2023/24  | Minnesota Timberwolves | 79  | 78  | 35,1 | 46,1 | 35,7 | 83,6 | 5,4 | 5,1 | 1,3 | 0,5 | 25,9 |
| 2024/25  | Minnesota Timberwolves | 79  | 79  | 36,3 | 44,7 | 39,5 | 83,7 | 5,7 | 4,5 | 1,2 | 0,6 | 27,6 |
| Carrière | Carrière               | 381 | 363 | 34,8 | 44,6 | 36,4 | 80,4 | 5,3 | 4,2 | 1,3 | 0,6 | 23,9 |
| All Star | All Star               | 2   | 0   | 14,8 | 72,7 | 0    | —    | 2,5 | 1,0 | 0   | 0   | 8,0  |

### Play-offs
| Seizoen  | Team                   | WG | WS | MPW  | FG%  | 3P%  | FW%  | RPW | APW | SPW | BPW | PPW  |
| -------- | ---------------------- | -- | -- | ---- | ---- | ---- | ---- | --- | --- | --- | --- | ---- |
| 2021/22  | Minnesota Timberwolves | 6  | 6  | 37,8 | 45,5 | 40,4 | 82,4 | 4,2 | 3,0 | 1,2 | 1,2 | 25,2 |
| 2022/23  | Minnesota Timberwolves | 5  | 5  | 39,7 | 48,2 | 34,9 | 84,6 | 5,0 | 5,2 | 1,8 | 2,0 | 31,6 |
| 2023/24  | Minnesota Timberwolves | 16 | 16 | 40,5 | 48,1 | 40,  | 81,4 | 7,0 | 6,5 | 1,5 | 0,6 | 27,6 |
| 2024/25  | Minnesota Timberwolves | 15 | 15 | 39,0 | 45,3 | 35,4 | 71,9 | 7,8 | 5,5 | 1,1 | 0,7 | 25,3 |
| Carrière | Carrière               | 42 | 42 | 39,5 | 46,8 | 37,7 | 78,8 | 6,6 | 5,5 | 1,4 | 0,9 | 26,9 |

### Play-ins
| Seizoen  | Team                   | WG | WS | MPW  | FG%  | 3P%  | FW%  | RPW | APW | SPW | BPW | PPW  |
| -------- | ---------------------- | -- | -- | ---- | ---- | ---- | ---- | --- | --- | --- | --- | ---- |
| 2021/22  | Minnesota Timberwolves | 1  | 1  | 37,0 | 47,6 | 45,5 | 83,3 | 5,0 | 2,0 | 1,0 | 0   | 30,0 |
| 2022/23  | Minnesota Timberwolves | 2  | 2  | 40,9 | 30,6 | 17,6 | 75,0 | 9,0 | 5,5 | 1,5 | 2,0 | 14,0 |
| Carrière | Carrière               | 3  | 3  | 39,6 | 36,8 | 28,6 | 80,0 | 7,7 | 4,3 | 1,3 | 1,3 | 19,3 |